# Réserve de Hai Bar
La réserve de Hai Bar, près du kibboutz Yotvéta, est une réserve animalière située dans la vallée de la Arava du désert du Néguev à 37 km au nord d'Eilat. 
Le parc a été créé en 1968 et couvre une surface de 1 200 hectares. Cette réserve est une halte pour les oiseaux migrateurs. La zone contient une forêt claire, un petit désert de dunes et un marais salant.
De nombreuses espèces disparues y ont été réintroduites comme l'onagre, l'oryx d'Arabie, l'oryx gazelle ou l'autruche d'Afrique (proche de l'autruche autochtone disparue). La zone du safari contient également des autruches. Le Hai Bar s'occupe également de nombreux animaux en cage dans le but de les relâcher pour ceux qui peuvent l'être. Il compte entre autres actuellement des loups, des léopards, différents renards ainsi que des caracals et chacals.